# Felix Büter
Felix Büter (* 21. April 1959 in Ahaus) ist ein deutscher Politiker (CDU). Er war von 2004 bis 2015 Bürgermeister der münsterländischen Stadt Ahaus.

## Leben
Die Familie Felix Büters stammt aus Ahaus. Sein Vater war Betriebsratsvorsitzender der 1881 gegründeten Zündwarenfabrik in Ahaus und Stadtratsmitglied. Nach einem Realschulabschluss machte Felix Büter ab 1975 eine Berufsausbildung bei der AOK Ahaus zum Sozialversicherungsfachangestellten. Nach seinem Grundwehrdienst ließ er sich bei der AOK zum Betriebswirt ausbilden. 1985 begann er eine Weiterbildung an der Verwaltungs- und Wirtschaftsakademie in Dortmund, die er als Verwaltungs-Betriebswirt (VWA) abschloss. Von 1996 an war er Gebietsleiter der AOK.
Seit 1989 ist Felix Büter Stadtratsmitglied in Ahaus. 1995 wurde er stellvertretender und 1999 Fraktionsvorsitzender der CDU.
Felix Büter ist verheiratet und hat einen Sohn und eine Tochter.

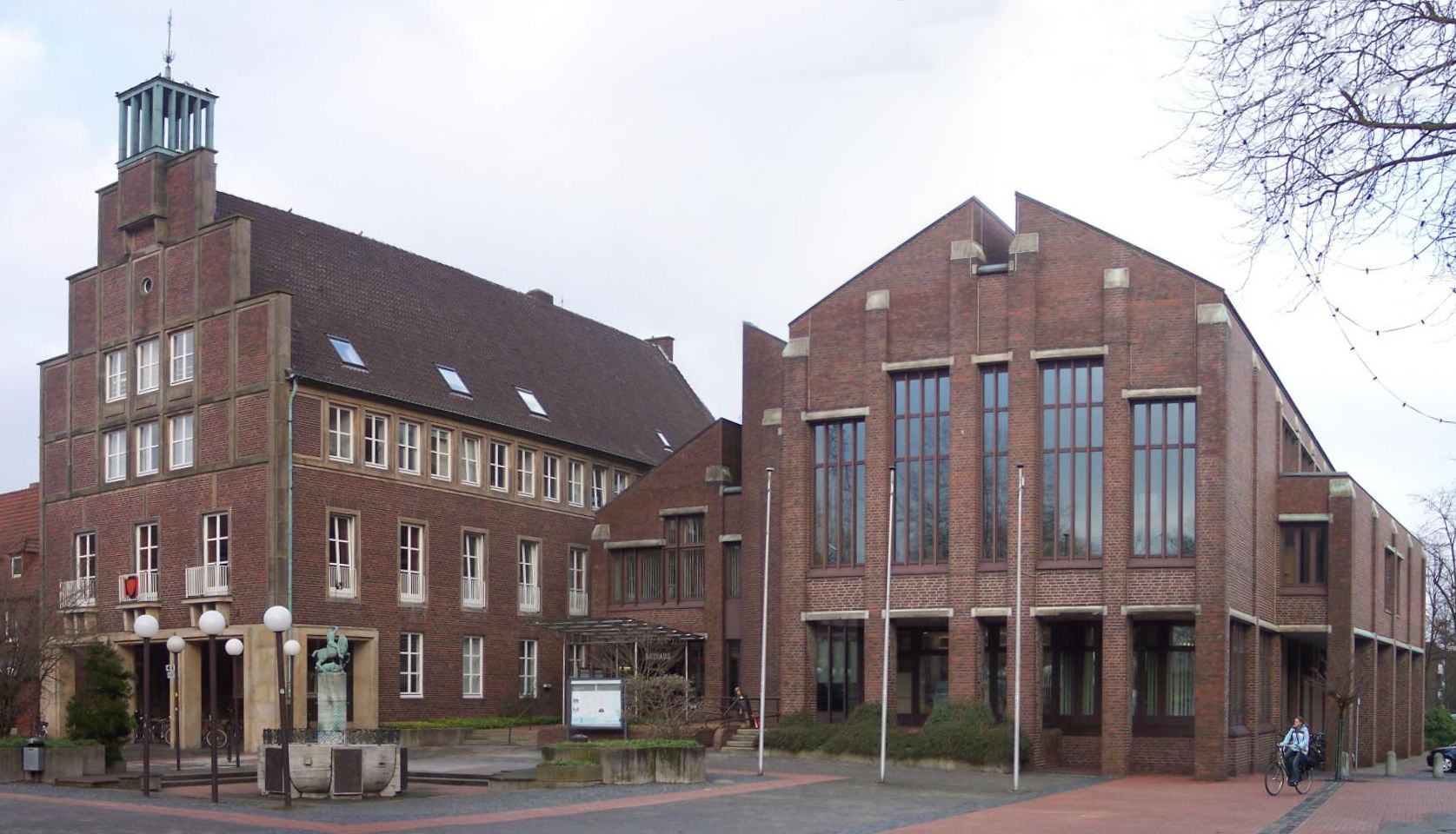
Ahauser Rathaus

## Bürgermeisteramt
Bei der Bürgermeisterwahl 2004 wurde Felix Büter mit 62,6 Prozent der gültigen Stimmen als Nachfolger von Dirk Korte (CDU), der aus Altersgründen nicht mehr kandidierte, neuer Bürgermeister von Ahaus. Bei der Bürgermeisterwahl 2009 wurde Felix Büter mit 57,8 Prozent der gültigen Stimmen im Amt bestätigt. Im November 2013 gab er bekannt, dass er für eine weitere Amtszeit aus persönlichen Gründen nicht zur Verfügung stehe.